# Союзи земств і міст
Сою́зи земств і міст — організації, створені в Російській імперії після початку першої світової війни з метою допомоги російській армії — пораненим воякам з 1915 також біженцям та в постачанні, будові шляхів у прифронтовій смузі тощо.
До липня 1915 року окремо діяли Всеросійський Союз Міст і Всеросійський Земський Союз, пізніше їхню працю координував Об'єднаний комітет союзів. Централі союзів земств і міст були у Москві; діяли також повітові, губернські і фронтові комітети.
В Україні діяли (осідок в Києві, до червня 1915 у Львові) Союз земств і міст Південно-Західного Фронту — Союз міст (голова Ф. Штейнгель, серед працівників: М. Біляшівський, А. В'язлов, Д. Дорошенко, І. Красковський, В. Леонтович, Ф. Матушевський, А. Ніковський, В. Уляницький) і Союз земств (голова С. Шликевич); заступником уповноваженого Союзу земств і міст на західному фронт був (з 1916) Симон Петлюра.
Союзи земств і міст використовуючи державними фондами, допомагали також населенню Галичини і Буковини під час російські окупації і біженцям з Галичини. Українське жіноцтво організувало ряд лазаретів для українських вояків (серед іншого у Петрограді). У Союзах земств і міст працювали і набували організаційно-адміністративної практики сотні українських інтелігентів. У дещо змінених формах союзи земств і міст далі діяли за Центральної Ради і за Гетьманату.